# Дерсово
Дерсово (укр. Дерсове) — село на Украине, находится в Тельмановском районе Донецкой области. Под контролем самопровозглашённой Донецкой Народной Республики.

## География

#### Соседние населённые пункты по странам света
С: Бойковское (Тельманово)
СЗ: Луково, Запорожец
СВ: Свободное
З: Приморское, Сосновское
В: Октябрьское, Калинино
ЮЗ: Первомайское, Украинское
ЮВ: Порохня
Ю: Чумак, Шевченко, Казацкое

## Население
Население по переписи 2001 года составляло 400 человек.

## Общие сведения
Код КОАТУУ — 1424886402. Почтовый индекс — 87161. Телефонный код — 6279.

## Адрес местного совета
87160, Донецкая область, Тельмановский р-н, с.Свободное, ул.Ленина